# Saint-Valery
Saint-Valery település Franciaországban, Oise megyében. Lakosainak száma 54 fő (2022. január 1.). Saint-Valery Aumale, Lannoy-Cuillère és Haudricourt községekkel határos.

## Népesség
A település népessége az elmúlt években az alábbi módon változott:
| Lakosok száma | 63   | 65   | 66   | 65   | 62   | 59   | 56   | 55   | 54   |
|               | 2013 | 2015 | 2016 | 2017 | 2018 | 2019 | 2020 | 2021 | 2022 |